# 松岡耕平
松岡 耕平（まつおか　こうへい）は、日本のゲームミュージック作曲家。Asobism（アソビズム）所属。

## 主な作品

### Asobism所属前
- サモンナイト クラフトソード物語 1~3
- ボンバーマンジェッターズ

### Asobism所属後
- いきものづくり クリエイトーイ
- ドラゴンポーカー
- 城とドラゴン[1]
- ガンビット
- ビビッドナイト